# Le ultime cose
Pour plus de détails, voir Fiche technique et Distribution.
Le ultime cose est un film italien réalisé par Irene Dionisio, sorti en 2016.
Il est présenté en section Semaine de la critique à la Mostra de Venise 2016.
Il est présenté en France au Festival du film italien de Villerupt 2016 où il remporte le premier prix, l'Amilcar du jury.

## Fiche technique
- Titre français : Le ultime cose
- Réalisation : Irene Dionisio
- Scénario : Irene Dionisio
- Pays d'origine : Italie
- Format : Couleurs - 35 mm
- Genre : drame
- Durée : 85 minutes
- Date de sortie :
  -  Italie : 2 septembre 2016 (Mostra de Venise 2016), 29 septembre 2016 (sortie nationale)

## Distribution
- Roberto De Francesco : Sergio
- Fabrizio Falco : Stefano
- Alfonso Santagata : Michele
- Christina Rosamilia : Sandra
- Eugenia D'Aquino : Rosa
- Salvatore Cantalupo : Ricettatore
- Anna Ferruzzo : Anna
- Nicole De Leo : Marilù
- Margherita Coldesina : Simonetta
- Matteo Polidoro : Gabriele

## Prix
- 2016 : Amilcar du jury au Festival du film italien de Villerupt 2016[1].
- 2017 : David di Donatello du meilleur acteur dans un second rôle à Roberto De Francesco.